# Entodontella
Entodontella là một chi rêu trong họ Hypnaceae.